# Sebastianskirche (Kochendorf)

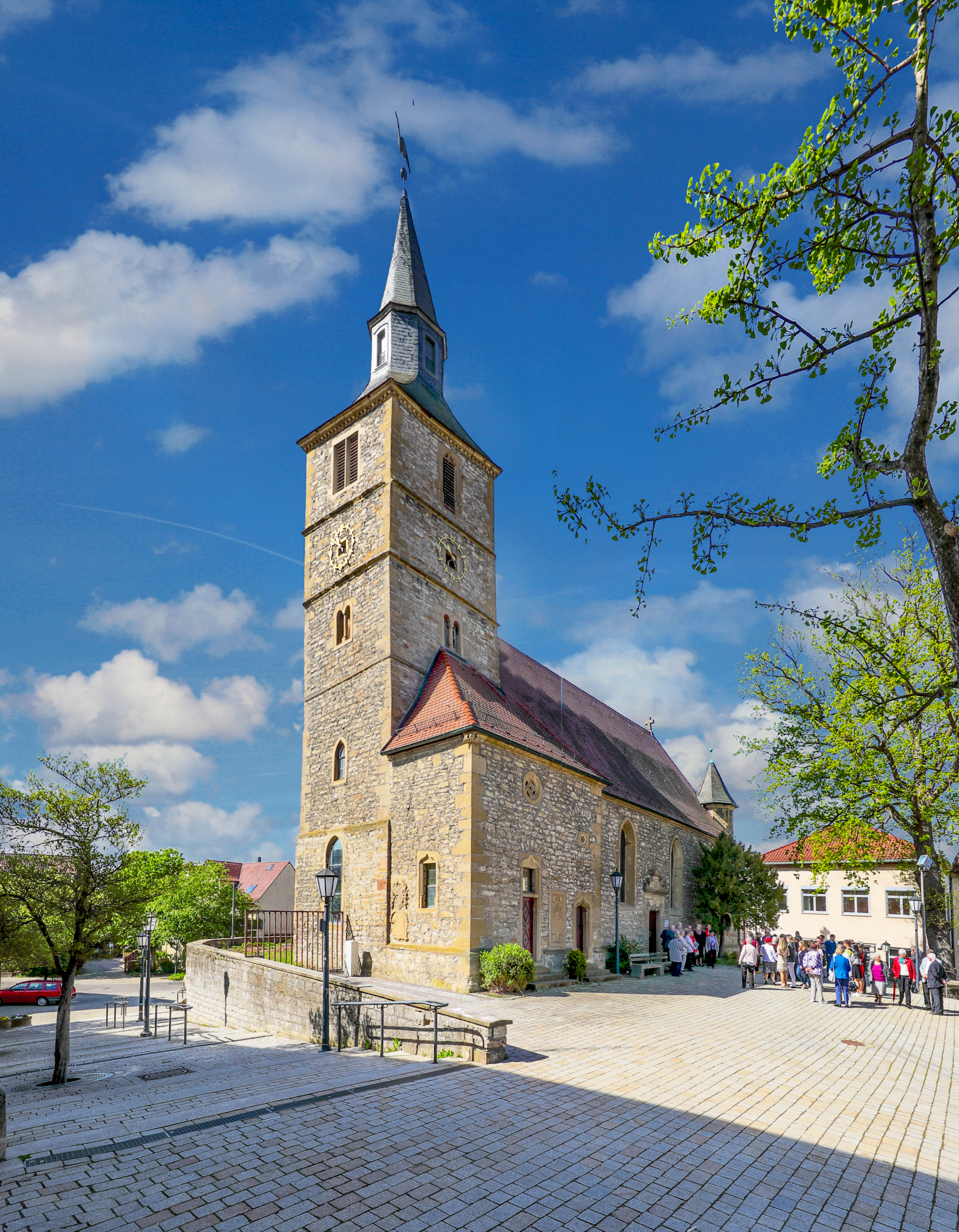
Sebastianskirche in Kochendorf

Die Sebastianskirche ist eine evangelische Pfarrkirche in Bad Friedrichshall im Landkreis Heilbronn in Baden-Württemberg. Der Bau stammt in seiner heutigen Form aus dem späten 16. Jahrhundert, brannte jedoch gegen Ende des Zweiten Weltkriegs vollständig aus, so dass keine historische Ausstattung mehr vorhanden ist. Die Sebastianskirche gehört zur evangelischen Kirchengemeinde Bad Friedrichshall-Kochendorf im Kirchenbezirk Weinsberg-Neuenstadt der Evangelischen Landeskirche in Württemberg.

## Geschichte
Die Kirche gilt als das älteste Gebäude in Bad Friedrichshall-Kochendorf und ist gemäß architektonischer Befunde vermutlich vor 1100 entstanden. Die ursprünglich ummauerte Wehrkirche wurde 1294 beim Verkauf des Patronatsrechts an das Stift Wimpfen erstmals erwähnt. Die Kirche unterhalb des Greckenschlosses war Grablege des Kochendorfer Ortsadels. Sie ist dem Heiligen Sebastian geweiht. Die zu katholischer Zeit bestehenden Nebenaltäre waren den Heiligen Fabianus, Johannes und Paulus sowie Veit und Maria geweiht.
Ein Pfarrer in Kochendorf wurde 1274 erstmals erwähnt. Vermutlich handelte es sich bei diesem um einen Angehörigen des 1450 erloschenen Geschlechts der Herren von Kochendorf. Die Pfarrei wurde dem Stift Wimpfen durch den Bischof von Worms im Jahr 1301 inkorporiert, unter der Bedingung eines ständigen Vikars in Kochendorf. Neben der Sebastianskirche, um die sich früher auch der Friedhof befand, existierten in Kochendorf im 16. Jahrhundert noch weitere Kapellen: auf dem neuen Friedhof südwestlich des Ortes (heute Alter Friedhof) die Marienkapelle Unserer lieben Frauen, neben der Kochermühle die Wolfgangskapelle sowie auf dem Lindenberg die Leonhardskapelle.
Kochendorf wurde 1549 durch Wolf Conrad I. Greck von Kochendorf reformiert. Der Ortsherr war vermutlich durch seine Ehe mit Sibylla von Gemmingen reformatorisch beeinflusst. 1550 wurde die Kaplanei aufgehoben und in eine Schule umgewandelt. Das Patronatsrecht verblieb auch nach der Reformation beim katholischen Stift Wimpfen, das 1595 einen Kirchenschiff-Umbau mit Erweiterung durchführte – interessanterweise im reformatorischen Sinn: Durch Stellung der Kanzel auf die Mitte der Südseite, den Einbau einer westlichen Doppelempore und einer großen Orgelempore quer direkt oberhalb des niedrigen Ost-Chorbogens (darunter der Altar) samt einem kurze Emporen-Nordflügel entstand eine predigtorientierte Querkirche unter einer das Schiff überwölbenden Holztonne und bei Verzicht auf die Nutzung des Ost-Turmchores. Der 1655 nach Blitzschlag beschädigte Kirchturm wurde 1661 instand gesetzt. Weitere Renovierungsarbeiten wurden 1714 durchgeführt, als der Kirchturm mit Schieferplatten gedeckt wurde.  
Als im napoleonischen Zeitalter Klöster und reichsritterschaftliche sowie reichsfreie Gebiete aufgehoben wurden, kam Kochendorf zu Württemberg, Wimpfen dagegen zu Hessen. Dadurch gelangte das Wimpfener Patronatsrecht nach 1802 an die Landgrafen von Hessen-Darmstadt. Das Patronatsrecht über Kochendorf wurde vom hessischen Großherzog letztmalig mit der Ernennung eines Pfarrverwesers 1899 ausgeübt. Am 14. Februar 1906 verzichtete der Großherzog auf das Patronat, wodurch dieses auf die württembergische Regierung überging.
Die Kochendorfer Pfarrei betreute 1818 die evangelische Bevölkerung in Neckarsulm, Gundelsheim, Oedheim, Neuhof, Lautenbach, Willenbach, Offenau mit der Saline Clemenshall, Duttenberg, Höchstberg, Hagenbach und Jagstfeld mit der Saline Friedrichshall. Nach der Einweihung der Schlosskapelle im Deutschordensschloss Neckarsulm erhielt Neckarsulm 1851 einen ständigen Pfarrverweser, von dem künftig auch die Orte Gundelsheim, Duttenberg und Höchstberg betreut wurden.
Bei Umbaumaßnahmen in den Jahren 1854 und 1855 wurde das Kircheninnere verändert und neue Fenster eingebaut. Auch die Orgel wurde repariert. Die Außentreppen, welche zur Empore führten, wurden ebenfalls erneuert. Im Oktober 1878 wurde die neue Orgel eingeweiht, die mit finanzieller Unterstützung der Schwestern Josephine von Wächter-Lautenbach und Mary von Waldersee vom Orgelbauer Schäfer aus Heilbronn gefertigt wurde.
Ab 1881 sollte die Kirche renoviert werden. Der württembergische Baurat Heinrich Dolmetsch legte dazu 1882 umfangreiche Pläne samt Kostenvoranschlag zur Umgestaltung der Quer- zur Längskirche vor. Aus Kostengründen wurden sie nicht verwirklicht, nur durch den Neckarsulmer Oberamtsbaumeister Lell 1885/86 eine kleine Lösung, fast ausschließlich das Äußere betreffend: einige historische Grabmale wurden an die Außenwand versetzt, und anstelle älterer Außentreppen zu den Emporen wurden zwei Treppentürme angebaut. Auch erhielt die Sebastianskirche damals Farbverglasungen (Segnender Christus, Luther, Melanchthon), ausgeführt von Wilhelm Jahn von der Heilbronner Glaswerkstatt Jahn & Schropp.
Zur Ausstattung der Kirche zählten der Taufstein und der Altar, beide 1859 von Zartmann in Neckarsulm geschaffen, eine kleine alte Orgel mit Evangelistendarstellungen, die 1861 restauriert worden war, eine zweistöckige Empore im Westen mit Aposteldarstellungen sowie die Orgelempore im Osten mit einer 1878 bei Schäfer in Heilbronn gebauten neuen Orgel mit 18 Registern. Die drei Glocken waren 1765 bei Mezger in Heilbronn gegossen worden. Im Chor befanden sich mehrere Grabdenkmale, darunter das doppelte Steindenkmal für Wolff Greck von Kochendorf († 1533) und seine Frau Kunigund von Liebenstein († 1534) mit bemalten lebensgroßen Relieffiguren sowie das rund fünf Meter hohe Grabdenkmal für Wolf Konrad Greck († 1598) und seine beiden Frauen Sibylle von Gemmingen († 1567) und Amalie Altdorf gen. Wolfschlag († 1588). Zu den weiteren Grabmalen zählten das des Joachim Heinrich von Ellrichshausen († 1674) sowie die hölzernen Epitaphe für Wolf Konrad Greck mit Familie sowie den Arzt Georg Andreas Schiebel († 1799). 
1937 fanden am Äußeren der Sebastianskirche Restaurierungsarbeiten statt, bei denen der Putz entfernt wurde und die Kalksteine freigelegt wurden.  Bei einem Luftangriff auf Bad Friedrichshall an Heiligabend 1944 wurde die Kirche beschädigt, im April 1945 wurde die Kirche bei Kampfhandlungen von den heranrückenden amerikanischen Truppen in Brand geschossen. Trotz erster Löschmaßnahmen blieben vor allem in der Torfisolierung des Daches Glutnester zurück, die wegen der fortdauernden Kämpfe nicht mehr gelöscht werden konnten, so dass die Kirche in der Nacht vom 10. auf den 11. April 1945 schließlich bis auf die Außenmauern niederbrannte. Alle Ausstattungsgegenstände, darunter auch die historischen Grabmale, wurden zerstört. Lediglich im Chorbereich blieben einige wenige historische Relikte erhalten, darunter ein gotisches Sakramentshaus sowie Reste von Wandmalereien.
Die Sebastianskirche wurde bis 1948 durch Architekt Hannes Mayer wieder aufgebaut und erhielt 1952 neue Glocken aus der Glockengießerei Bachert. Im selben Jahr wurde das im Krieg beschädigte Pfarrhaus abgebrochen und durch einen Neubau ersetzt, der bis 1961 aufgestockt und um einen Gemeindesaal erweitert wurde.

## Ausstattung

### Bildhauerarbeiten

#### Portal

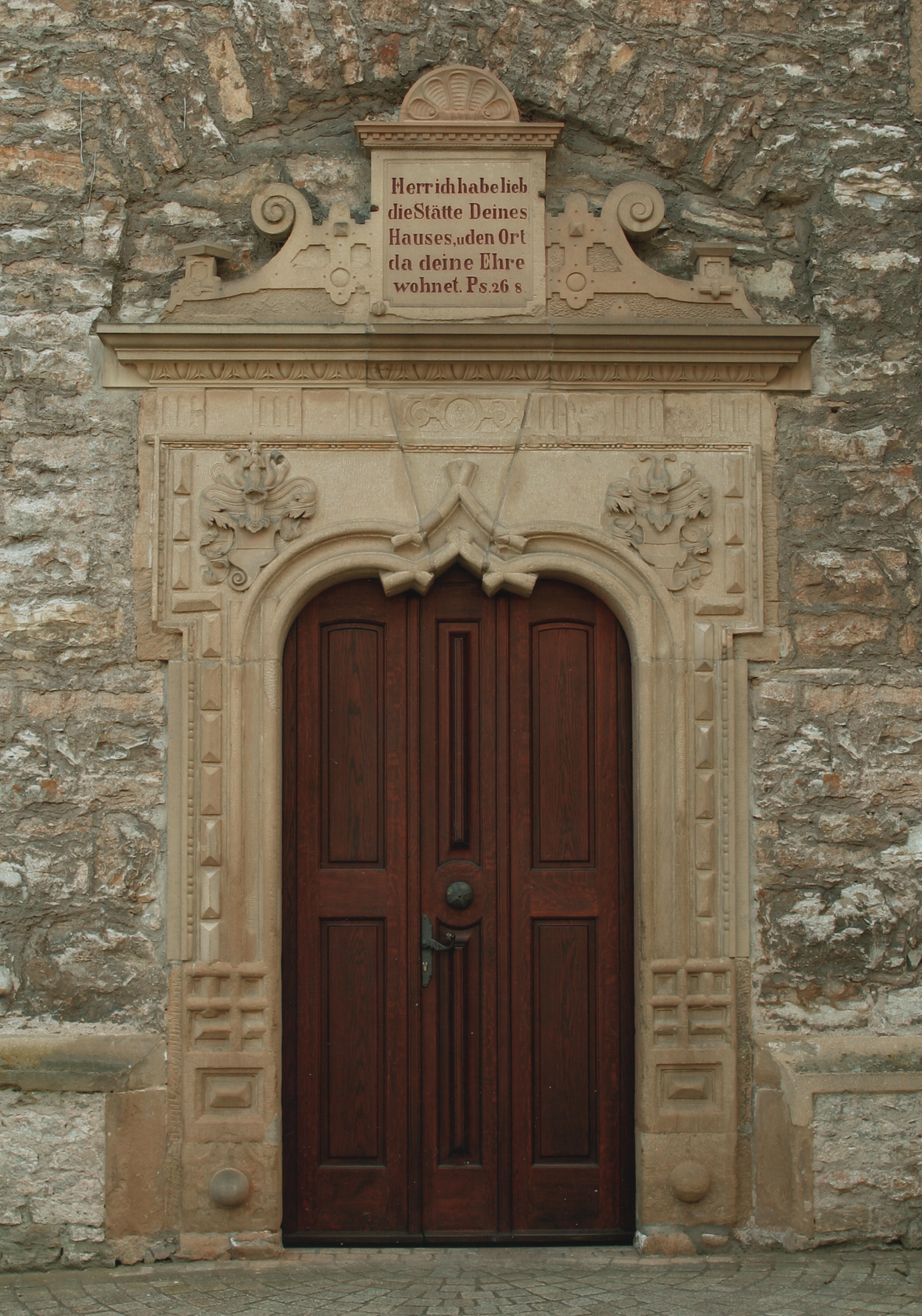
Portal der Sebastianskirche

Über dem Portal des Seiteneinganges steht auf einer Sandsteinplatte das Psalmwort Herr, ich habe lieb die Stätte deines Hauses und den Ort, da deine Ehre wohnt (Psalm 26,8). Über dem Eingang befinden sich die Stammwappen derer Greck von Kochendorf und von Gemmingen.

#### Luther-Gedenktafel
Zum deutschlandweiten Luther-Gedenken wurde im Chorraum der Sebastianskirche aus Anlass des 400. Geburtstages des Reformators Dr. Martin Luther am 10. November 1883 eine Tafel mit der Inschrift gefertigt:

„Ein
Feste Burg
Ist unser Gott
Zum Andenken an die
hier begangene
400jährige FEIER
der Geburt des Reformators
Dr. Martin Luther.
1483 10Nov. 1883
Gottes Wort und Luthers Lehr
vergehen nun und nimmermehr.“

#### Kruzifix
Das aus Holz geschnitzte Kruzifix wurde 1954 vom Kochendorfer Künstler Albert Dobler gestaltet und zeigt ausdrucksvoll den gekreuzigten Christus. Dieser ist nur mit einem Lendentuch bekleidet und trägt die Dornenkrone als Zeichen des Spotts und der Erniedrigung. Das Kruzifix befindet sich auf dem Altar vor dem Auferstehungsfenster.

#### Sebastiansskulptur
Die ursprünglich dem Märtyrer Sebastian geweihte Kirche enthält in ihrem Chor eine Skulptur des Heiligen Sebastian. Diese zeigt ihn mit den Pfeilen der Bogenschützen sowie einem Palmwedel als Zeichen des Martyriums (Märtyrerpalme). Die Figur war eine Schenkung des Creativ-Teams der Evangelischen Kirchengemeinde.

#### Taufstein
Der Taufstein der Sebastianskirche wurde aus Sandstein 1948 vom Neckarsulmer Steinmetz Zartmann gefertigt. Die Taufschale aus Bronze befindet sich auf diesem Sandsteinsockel. Auf ihr ist ein Kreuz und zwei Fische zu sehen: dieselben Symbole, die sich auch auf der Taufglocke befinden. Der Taufstein befindet sich in unmittelbarer Nähe zum Altar und zur Kanzel.

### Glasmalerei
Die Fenster im Chor und im Kirchenschiff nehmen die Themen der Gleichnisse Jesu auf. Die meisten Kirchenfenster des Stuttgarter Glaskünstlers Adolf Valentin Saile wurden in den Jahren 1967 bis 1971 durch Einzelspenden der Gemeindemitglieder sowie durch Konfirmandenspenden finanziert. Das Auferstehungsfenster wurde bereits 1956 eingesetzt.
- Das Auferstehungsfenster im Osten des Chors zeigt in zwei Szenen die Osterbotschaft: Unten sieht man die erschrockenen Frauen, die zum Grab gekommen sind und in der Grabhöhle vor dem himmlischen Boten Gottes stehen, der an den auferstandenen Jesus Christus weist.
- Das kleine Rundfenster mit der Lutherrose befindet sich südlich der Kanzel.
- Das Fenster der Fürsorge Gottes zeigt in drei Quadraten unten den Lebensbaum als Ort des Schutzes und der Geborgenheit für Mensch und Tier, darüber zwei Fischer mit übervollem Netz nach zunächst erfolgloser Nacht – Zeichen für das Gottesgeschenk der Fülle, und oben einen Sämann, dessen Saatgut sehr unterschiedlich gedeiht – wie das Wort Gottes nicht bei allen Menschen auf fruchtbaren Boden fällt. Über allem im Fensterbogen die Sonne sowie drei Tauben, die den Ölzweig als Zeichen des Friedens in die Welt tragen.
- Das Gleichnisfenster vom verlorenen Sohn oder vom barmherzigen Vater zeigt den eigenen Weg und das Scheitern des Sohnes sowie die Rückkehr zu seinem Vater in dessen offene Arme und Haus.
- Das Gleichnisfenster vom Pharisäer und Zöllner befindet sich auf der Südseite der Kirche.
- Das David-Fenster im Vierpass über der Orgel auf der Westempore unterstreicht mit der Harfe die Bedeutung der Musik für die Verkündigung.
- Vier Evangelistenfenster befinden sich auf beiden Seiten links und rechts unter der Empore. Matthäus ist hierbei als Engel, Markus als Löwe, Lukas als Stier und Johannes als Adler dargestellt.
- Das Fenster Die Speisung der 5000 zeigt Jesus und seine Jünger, die am See Genezareth das Brot des Lebens verteilen.
- Das Fenster mit den zehn Jungfrauen auf der Nordseite stellt das Gleichnis von den klugen und törichten Jungfrauen
- Der Weinstock und der gute Hirte: Auf diesem Fenster werden das Gleichnis vom guten Hirten und das Gleichnis vom Weinstock dargestellt.

### Relief „Ein Schiff, das sich Gemeinde nennt...“
Ein Meisterkurs der Heilbronner Gipserinnung übernahm es, an der linken Turmseite der Sebastianskirche ein Sgraffito nach einer frühchristlichen Ritzzeichnung zu gestalten. Es zeigt ein Schiff mit ausgeworfenem Netz. Das Motiv nimmt das Verständnis auf, dass die Gemeinde Jesu einer Arche gleicht.

### Orgel
Die Orgel der Sebastianskirche wurde 1958 von der Firma Weigle aus Echterdingen gebaut. Sie befindet sich auf der Empore im Westen der Kirche, gegenüber dem Chorraum im Osten, und hat 21 Register auf zwei Manualen und Pedal.

### Glocken
Die 1765 bei Metzger in Heilbronn gegossenen Glocken der Sebastianskirche wurden während des Zweiten Weltkrieges im März 1942 zu Waffen umgegossen. Nach dem Krieg wurden von der ortsansässigen Glockengießerei Bachert fünf neue Glocken gefertigt, welche 1952 in den Kirchturm kamen.
| Nr. | Name             | Gießer, Gussjahr              | Gewicht (kg) | Inschrift                                                                         | Zier                      |
| 1   | Taufglocke       | Glockengießerei Bachert, 1952 | 259          | Christus spricht: „Lasset die Kindlein zu mir kommen“                             | Kreuz, Fische, Lutherrose |
| 2   | Friedensglocke   | Glockengießerei Bachert, 1952 | 459          | Es möge Frieden sein in deinen Mauern!                                            | Taube                     |
| 3   | Gedächtnisglocke | Glockengießerei Bachert, 1952 | 667          | Christus spricht: „Ich lebe und ihr sollt auch leben!“                            | Kruzifix                  |
| 4   | Lutherglocke     | Glockengießerei Bachert, 1952 | 944          | Eine feste Burg ist unser Gott                                                    | Martin Luther             |
| 5   | Christusglocke   | Glockengießerei Bachert, 1952 | 1672         | Kommet her zu mir alle, die ihr mühselig und beladen seid ich will euch erquicken | Weltenrichter             |

Die Glockenstube wurde 2000 erweitert und mit einem Eichenholz-Glockenstuhl versehen.

## Epitaphe
An den Außen- und Innenwänden der Sebastianskirche befanden sich zahlreiche Epitaphe. Einige davon wurden bei Kampfhandlungen im April 1945 zerstört, andere sind heute noch erhalten. Darunter sind Grabmale derer Greck von Kochendorf, von Gemmingen, Kolb von Wartenberg und von Berlichingen.

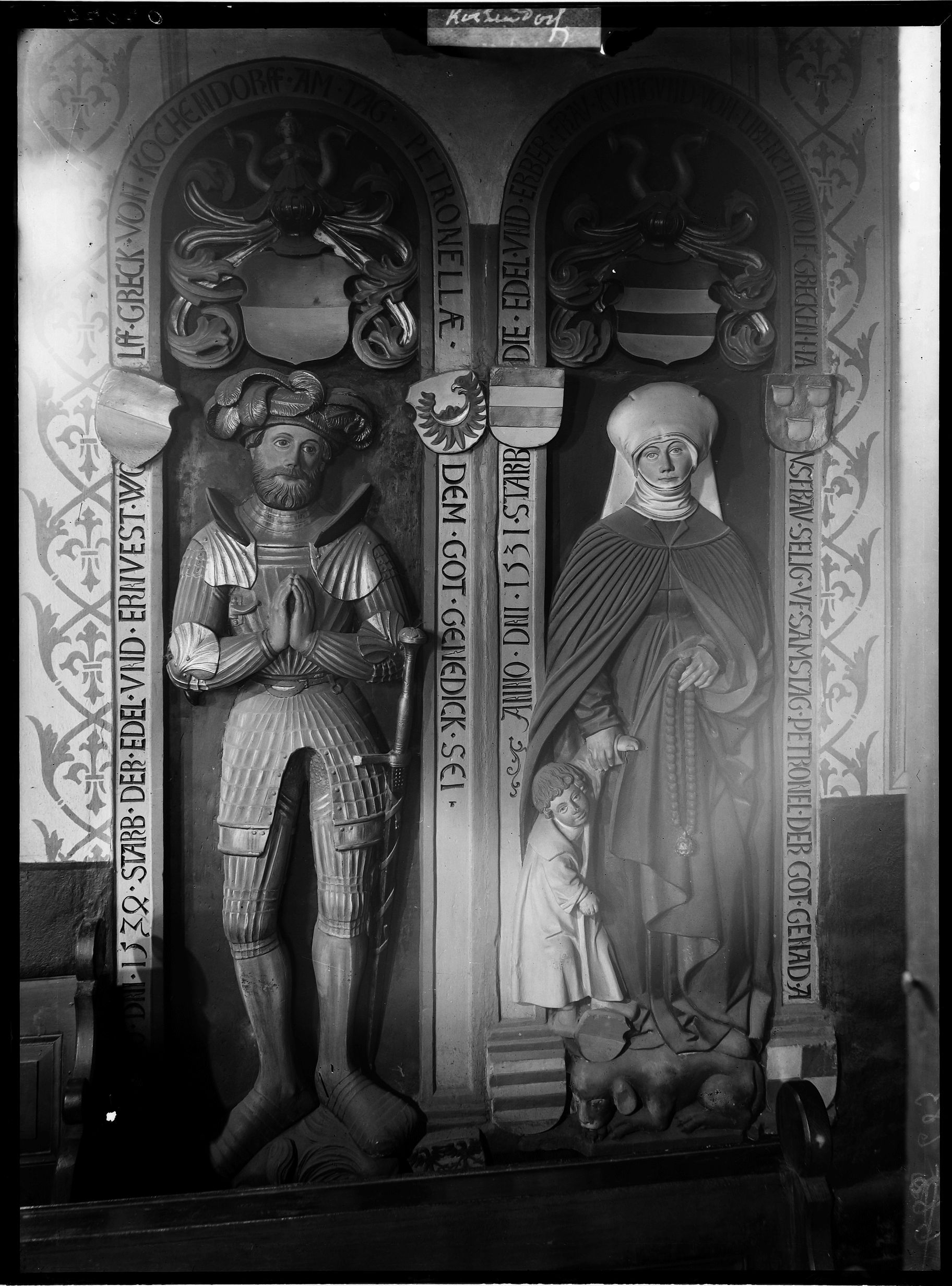
Doppelgrabmal für Wolff Greck von Kochendorf († 1533) und seine Frau Kunigund von Liebenstein († 1534), im Chorraum der Kirche, zerstört im Zweiten Weltkrieg, Foto um 1900
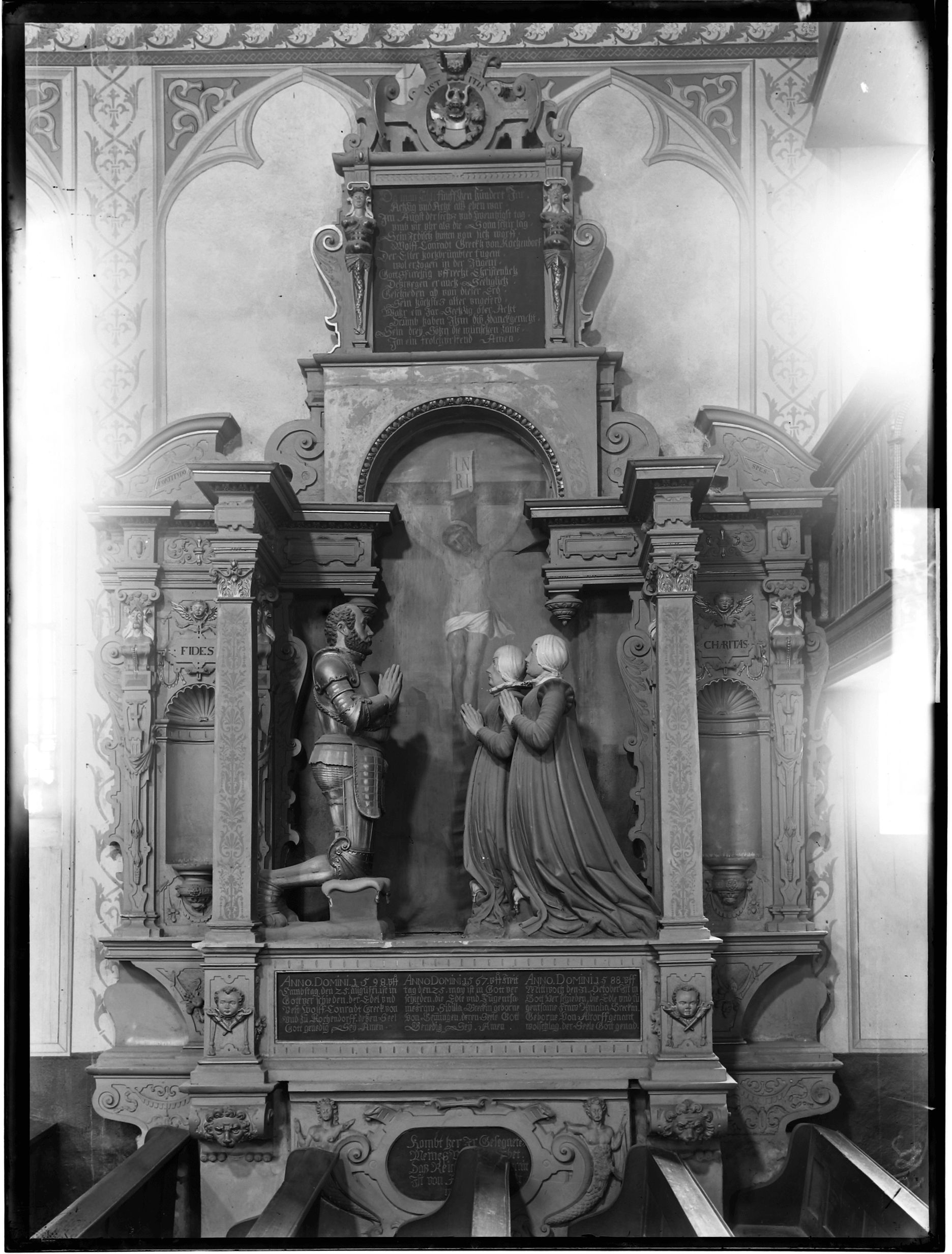
Grabdenkmal für Wolf Conrad Greck († 1598) und seine beiden Frauen Sibylle von Gemmingen († 1567) und Amalie Altdorf gen. Wolfschlag († 1588), im Chorraum der Kirche, zerstört im Zweiten Weltkrieg, Foto um 1900
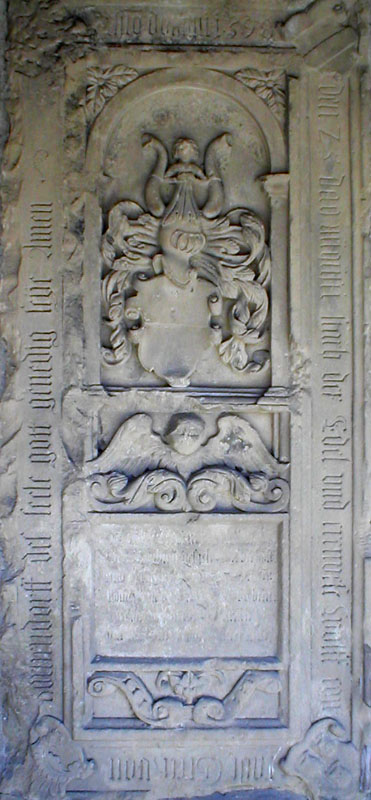
Epitaph für Wolf Conrad Greck von Kochendorf († 1598), an der westlichen Außenwand
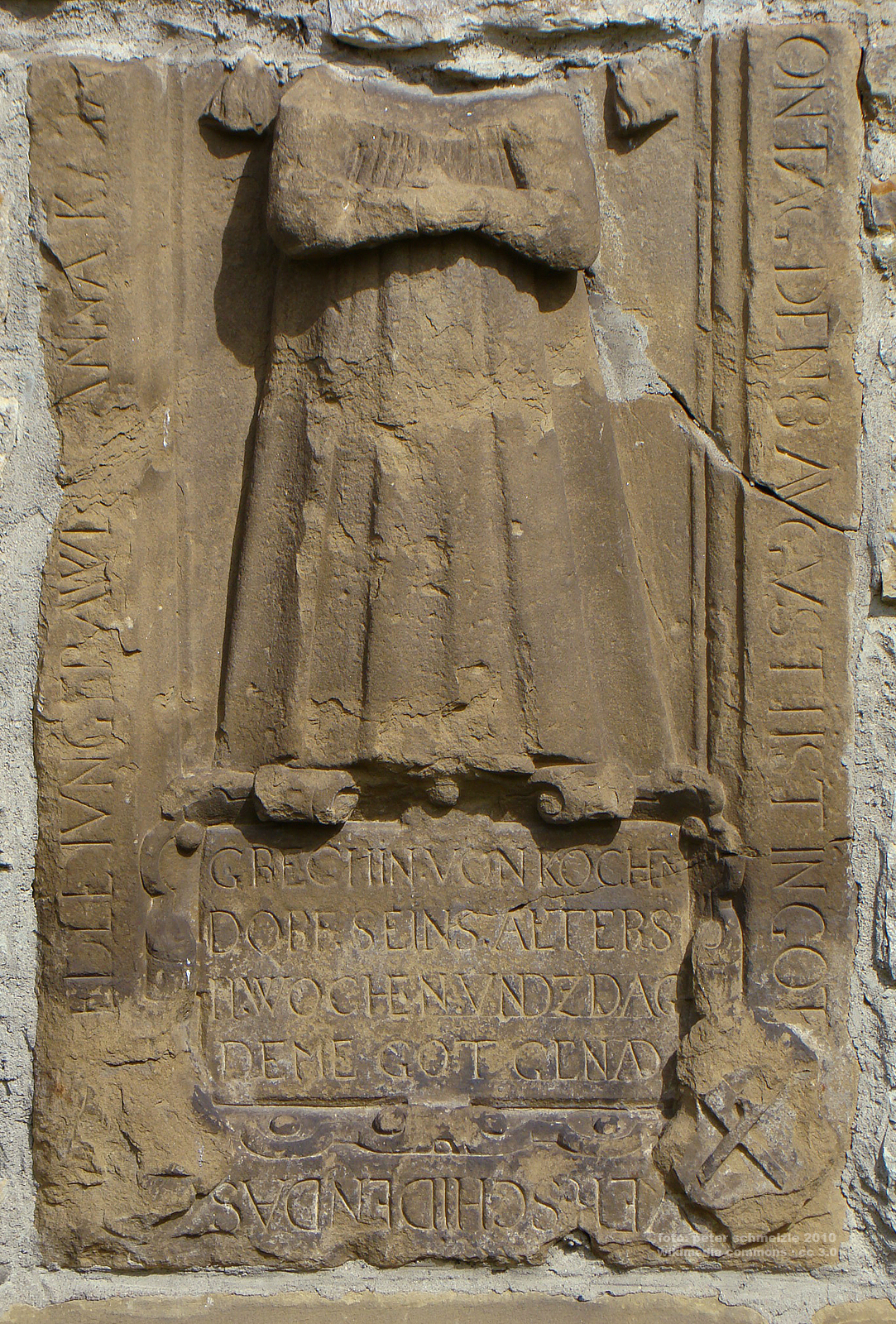
Epitaph für Anna Katharina Greck von Kochendorf († 1603), an der südlichen Innenwand
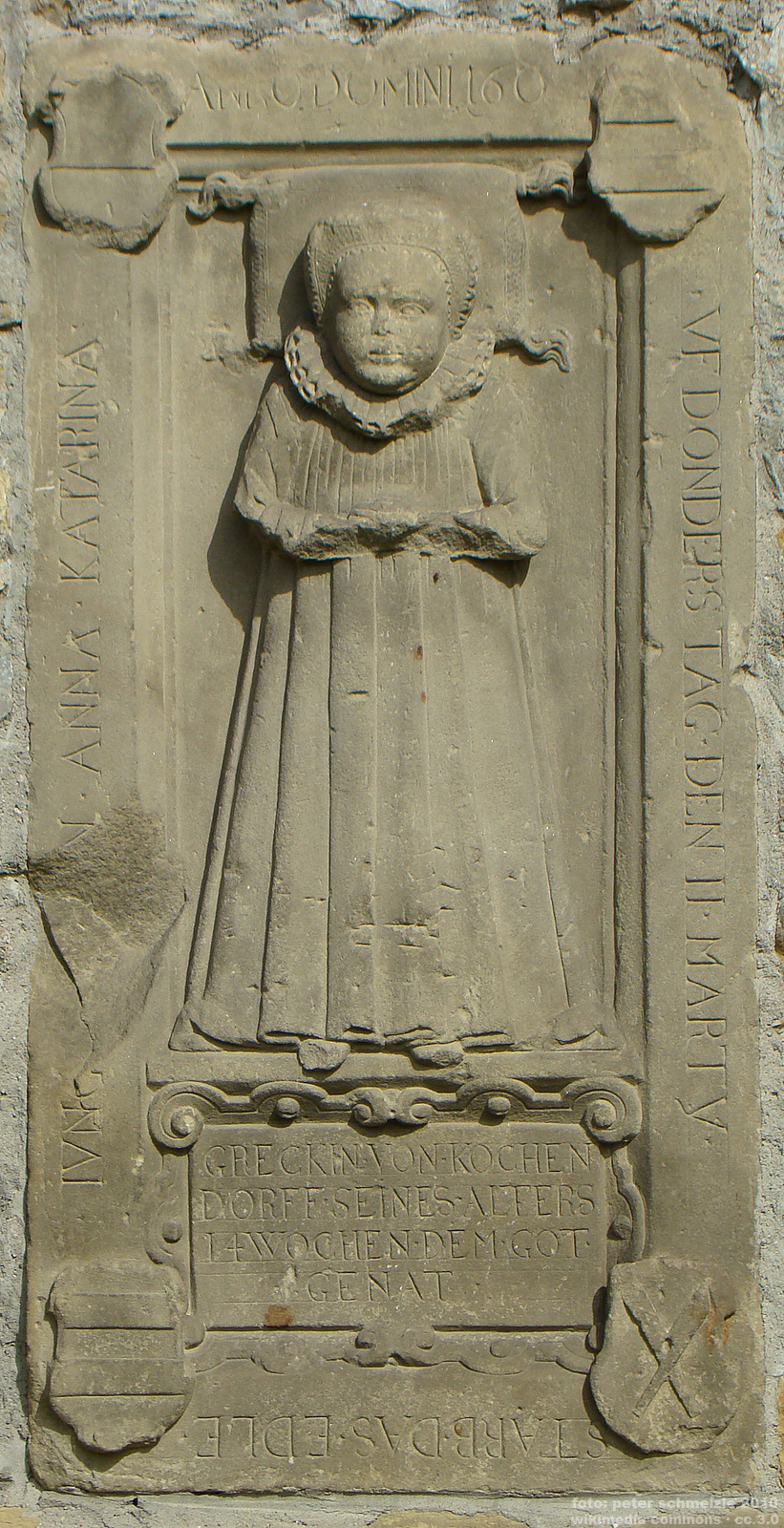
Epitaph für Anna Katharina Greck von Kochendorf († 1604), an der südlichen Innenwand
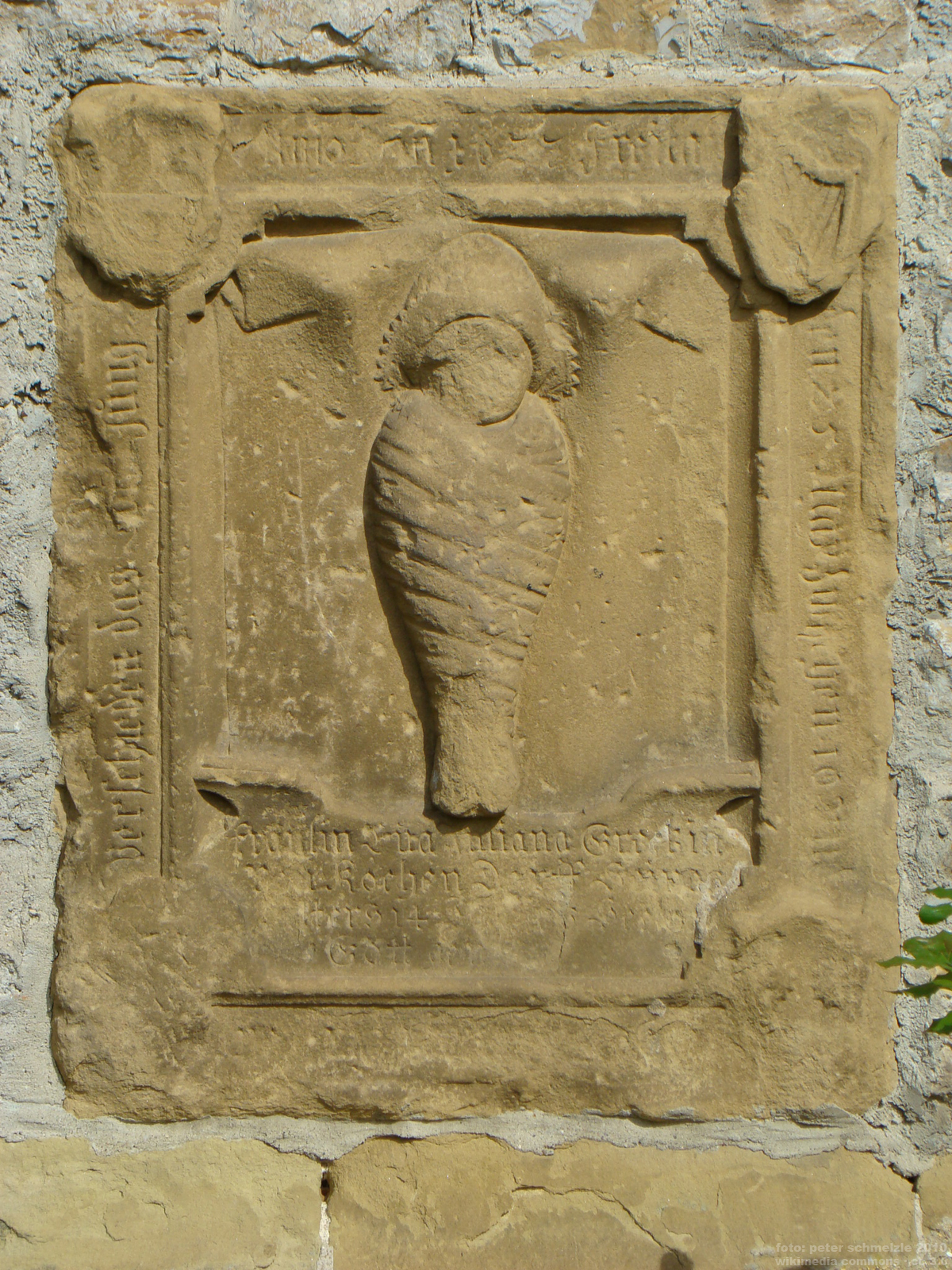
Epitaph für Eva Juliana Greck von Kochendorf († 1627), an der südlichen Innenwand
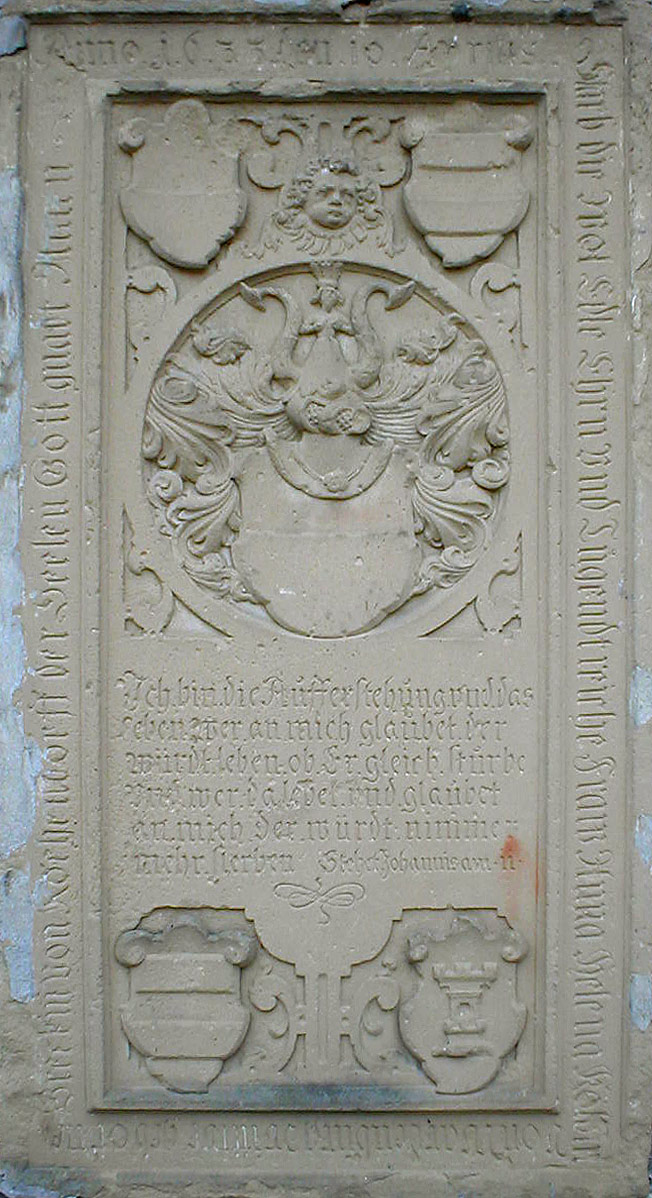
Epitaph für Anna Helena Kolb von Wartenberg, geb. Greck von Kochendorf († 1633), nördliche Außenwand beim Turmaufgang